# Kensuke Nakaniwa
Kensuke Nakaniwa (中庭 健介 Nakaniwa Kensuke?,  Fukuoka, Prefectura de Fukuoka, Japón, 15 de octubre de 1981) es un patinador retirado de patinaje artístico sobre hielo japonés. Ha sido dos veces campeón del Trofeo Ondrej Nepela, medallista de bronce en el Winter Universiade de 2003, y tres veces medallista nacional de Japón. Nakaniwa terminó entre los diez primeros en tres campeonatos de los Cuatro Continentes.

## Carrera
Nakaniwa nació el 15 de octubre de 1981 en Fukuoka, prefectura de Fukuoka, Japón. Durante la temporada de 1999-2000, Nakaniwa ganó una medalla de bronce en la serie del Grand Prix Juvenil y se ubicó en el lugar número trece en el Campeonato Mundial Juvenil de 2000.
En la temporada de 2002-03, Nakaniwa hizo su debut en el Grand Prix y compitió en su primer campeonato senior, el Cuatro Continentes de 2003, donde terminó en el lugar número once. Nakaniwa se retiró del patinaje en 2011 y desde entonces se ha dedicado a entrenar a jóvenes patinadores. Uno de sus estudiantes fue Sei Kawahara.

## Programas
| Temporada | Programa corto                                                 | Programa libre                                                                                          | Exhibición             |
| --------- | -------------------------------------------------------------- | --- | ---------------------- |
| 2008–09   | - Cinema Paradiso de Ennio Morricone y Andrea Morricone        | - Braveheart de James Horner                                                                            | - You Are So Beautiful |
| 2007–08   | - Zarabanda (interpretación moderna) de Georg Friedrich Händel | - Braveheart de James Horner                                                                            |                        |
| 2006–07   | - Concierto de Aranjuez de Joaquín Rodrigo                     | - Slow Dancing in the Big City de Bill Conti                                                            |                        |
| 2005–06   | - Sarabande de George Frideric Handel                          | El Señor de los Anillos: - La Comunidad del Anillo de Howard Shore - El retorno del Rey de Howard Shore |                        |
| 2004–05   | - Summer (de Las cuatro estaciones) por Antonio Vivaldi        | El Señor de los Anillos: - La Comunidad del Anillo de Howard Shore - El retorno del Rey de Howard Shore |                        |
| 2003–04   | - Romeo y Julieta                                              | - El Señor de los Anillos de Howard Shore                                                               |                        |
| 2002–03   | - Las cuatro estaciones de Antonio Vivaldi                     | - Cornish Rhapsody de Hubert Bath                                                                       |                        |
| 2001–02   | - Romeo y Julieta de Piotr Ilich Chaikovski                    | - Gettysburg de Randy Edelman                                                                           |                        |